# Soembavliegenvanger
De soembavliegenvanger (Muscicapa segregata) is een vogelsoort uit de familie van de Muscicapidae (vliegenvangers).

## Verspreiding en leefgebied
Deze soort is endemisch op het droge en bergachtige eiland Soemba op de Kleine Soenda-eilanden.